# Schlacht bei Mortara
Die Schlacht bei Mortara am 21. März 1849 war die erste Auseinandersetzung in der zweiten Phase des Ersten italienischen Unabhängigkeitskrieges und endete mit einer Niederlage der sardisch-piemontesischen Truppen. Zwischen Mortara und Vigevano standen sich 19.000 Österreicher und etwa 26.000 Piemontesen gegenüber, die von König Karl Albert von Savoyen geführt wurden.

## Vorgeschichte

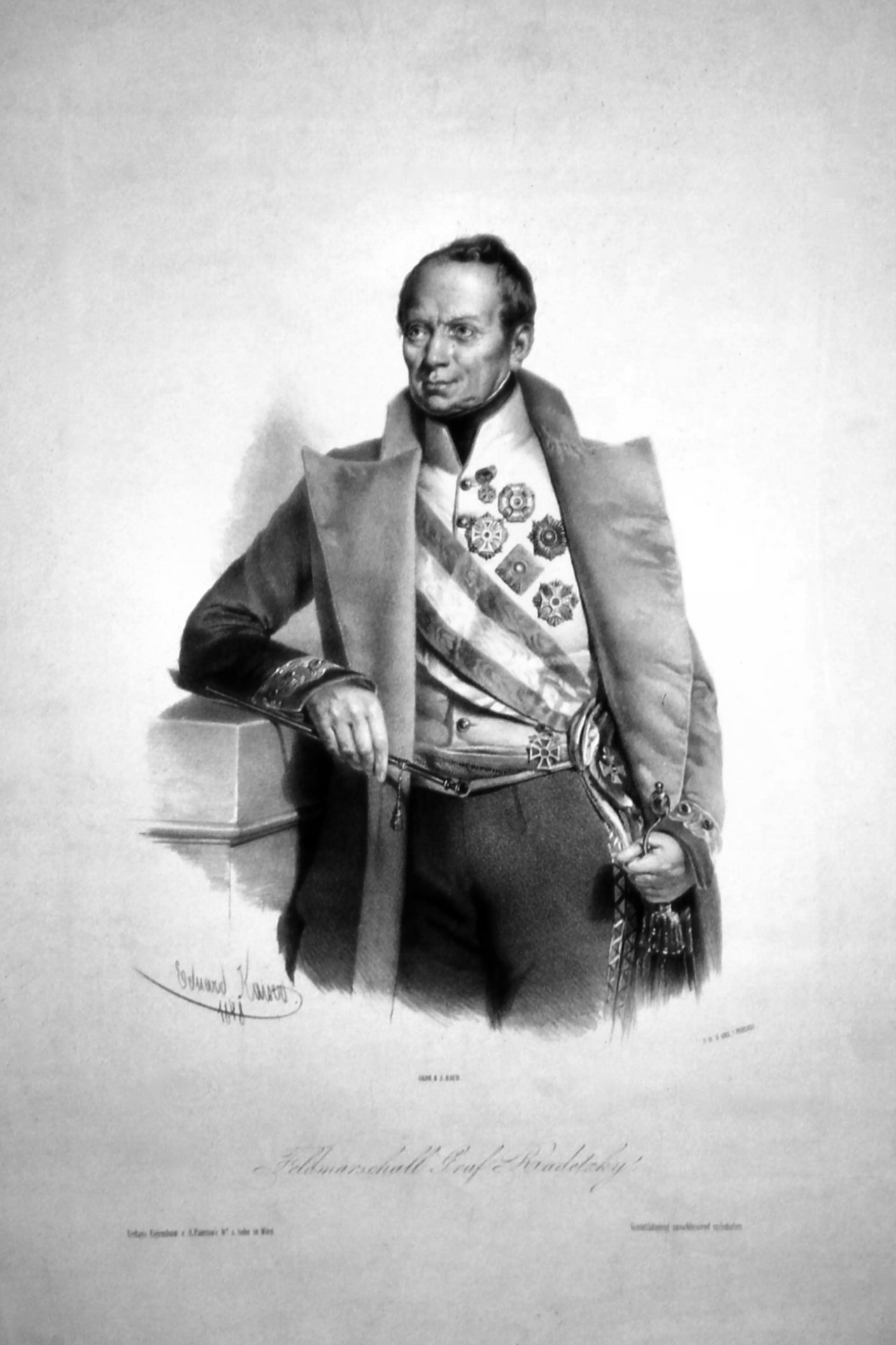
Josef Wenzel Radetzky von Radetz

König Karl Albert wollte die Niederlage des Vorjahres gegen die Österreicher unter Feldmarschall Radetzky nicht akzeptieren und sah den Aufstand der Ungarn als gegebenen Anlass den Krieg zu eröffnen. Ein Putsch von Aufständischen im Februar 1849 gegen den Großherzog Leopold II. von Habsburg in der Toskana gab den nötigen Anlass um den Italienischen Unabhängigkeitskrieg neu zu entfachen.  Mit einer 97.500 Mann (davon 5.600 Reiter) starken Armee und 152 Kanonen sollten die Truppen des Königreichs Sardinien wieder in die Lombardei einrücken. Die piemontesische Armee wollte unter ihrem neuen Generalstabschef, dem polnischen General Wojciech Chrzanowski, direkt auf Mailand vorgehen und die Bevölkerung dieser Stadt wie im Vorjahr zum Aufstand bewegen. Den Österreichern wurde die militärische Absicht des Gegners schnell bekannt. Man vermutete deshalb auf Seiten der Piemonteser zuversichtlich, dass sich die österreichische Armee wie 1848 wieder hinter die Adda auf das Festungsviereck um Mantua zurückziehen würde.
Die Antwort der Österreicher unter Feldmarschall Radetzky sah einen Blitzfeldzug gegen die Piemonteser vor, wobei der Ticino im Raum Pavia mit Masse zu überqueren sei und die Offensive je nach Entwicklung der Lage nach Vercelli oder Alessandria geführt werden konnte. Die österreichische Armee zählte insgesamt 62 Bataillone und 42 Schwadronen, etwa 73.400 Mann, davon 6.900 Reiter unterstützt von 182 Kanonen.
Das II. Armeekorps unter Konstantin d’Aspre erreichte mit der Brigade Stadion den Ticino-Übergang bei Mezzana, dahinter folgte das III. Armeekorps (FML Appel) mit allgemeiner Vormarsch-Richtung über Carbonara nach Grapello. Das I. Armeekorps (General der Kavallerie Wratislaw) hatte über Zerboli und Gambolò auf Vigevano vorzurücken. Das I. Reserve-Korps war für den Fluss-Übergang in der Nähe der Gravellona bestimmt, der in drei Kolonnen unter FML Wocher durchgeführt werden sollte. Nach Radetzkys Plan wollte man nach einer südlichen Umfassung in Piemont eindringen und den weiteren Weg direkt auf Turin nehmen. Der linke Flügel der Österreicher, das IV. Korps unter FML Thurn , suchte am 20. März den Übergang im Raum Belgioioso zu bewerkstelligen, wo der gegnerische General Ramorino beauftragt wurde, einerseits den Fluss zwischen Vigevano und Pavia zu sichern, anderseits aber auch südlich des Po weitere Abteilungen bis Piacenza vorzuschieben. Die kaiserlichen Truppen unter Feldmarschallleutnant Wocher fanden bei Gravellona fast keinen Widerstand, da Ramorino nur 200 Freiwillige und ein Bersaglieri-Bataillon von Manara vorgeschickt hatte, das bald gezwungen war, sich zurückzuziehen. Gegen 9.00 Uhr traf ein Adjutant des General Bes ein, der dem König über den erfolgten Übergang Radetzkys bei Pavia und die Umfassung am rechten Po-Ufer meldete. Diese Nachricht machte alle Angriffspläne zunichte; an einen Ticino-Übergang war jetzt nicht mehr zu denken, vielmehr mussten zum Schutz Turins alle Truppen nach Süden umgruppiert werden.
Am 20. März, um 12.00 Uhr überquerte die sardische Avantgarde mit der 4. Division des Herzogs von Genua (Brigade Piemont und Brigade Pinerolo) den Ticino zwischen Trecate und Boffalora. König Karl Albert befand sich während des geplanten Vorstoßes auf Mailand, bei der Vorhut an der Spitze einer leichten Bersaglieri-Brigade. In Trecate fand man entgegen aller Erwartung keinen Gegner, der den Fluss-Übergang zu blockieren versuchte. Als die Nachricht über die Lage im Raum Pavia bekannt wurde, wurde General Ramorino ins Hauptquartier befohlen, um Bericht zu erstatten; er gab den Befehl über seine 5. Division an General Fanti ab. Ramorino wurde später wegen Hochverrates in Turin inhaftiert und zum Tod verurteilt.
Unter der Annahme, dass der Gegner aus dem Raum Pavia jetzt in Piemont eindringen würde, ordnete Chrzanowski am Abend des 20. März an, dass die 1. Division unter Durando von Vesperalto nach Mortara und die 2. Division unter Bes von Cerano über Cassolnovo nach San Siro vorrücken sollten. Die selbständige Brigade des Generalmajor Paolo Solaroli bekam Anweisung Oleggio zu verlassen, um die Ticino-Brücke bei Buffalora zu sichern. Die Masse der 4. Division des Herzog von Genua blieb im Raum Magenta stehen, während der König und Chrzanowski mit dem Hauptquartier noch in Trecate verblieben.

## Kampf bei Vigevano

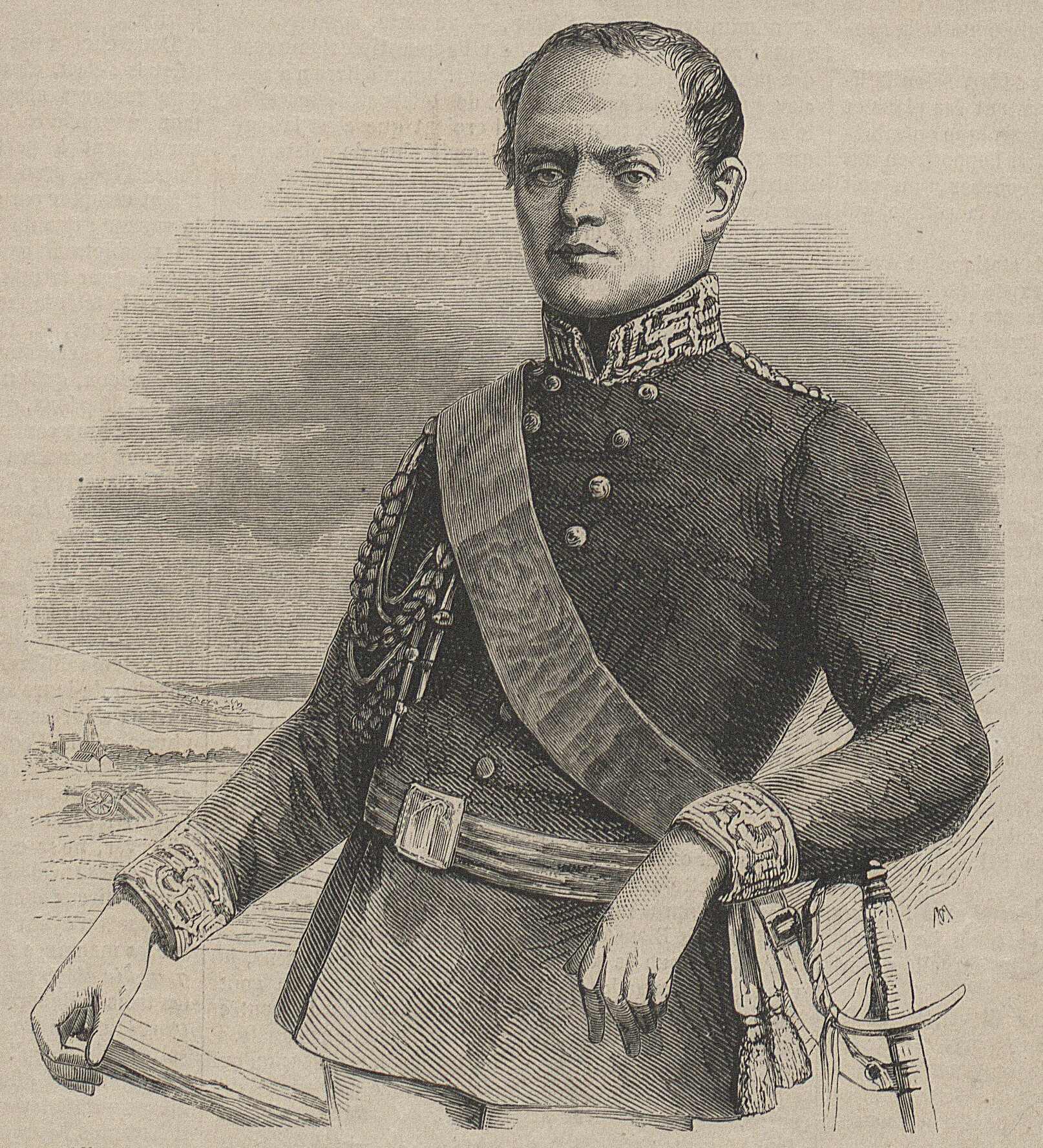
Wojciech Chrzanowski

In der Frühe des  21. März ordnete Chrzanowski für die 2. Division (General Bes) die Besetzung von Vigevano und das Vorschieben einer Vorhut 5 km südwestlich davon nach Sforzesca und San Siro an. Gleichzeitig wurde der 1. Division (General Durando) mit den Brigaden Aosta und Regina befohlen, bei Mortara eine Front nach Süden vorzubereiten, die dahinter folgende Verstärkung durch die 6. Division (Herzog von Savoyen) konnte nicht vor 15.00 Uhr erwartet werden. General Bes ließ Sforzesca durch die Brigade des General La Rocca besetzen, die Brigade Casale (General Boyl) hatte im Westteil von Mortara und bei Fogliano zu decken. Gegen 12.00 Uhr verstärkte auch die 3. Division (General Perrone) mit der eintreffenden Brigade Savoyen (General Mollard) die Abwehrstellung bei Vigevano.
Zu spät für den bald eröffneten Kampf traf erst gegen 17.00 die Brigade Savona der 4. Division (Herzog von Genua) ein. General Chrzanowski befahl der Reserve-Division des Herzogs von Savoyen, der Division Durando Verstärkung zu bringen. In der Zwischenzeit konzentrierte sich Radetzky auf Mortara, wo das I. und II. Korps von Zerbolò und Gambolò vorrückten, während das IV. Korps nach San Giorgio di Lomellina marschierte.
Das Gefecht zwischen Gambolò und Vigevano (italienische Bezeichnung: Battaglia della Sforzesca) wurde eröffnet. Die Avantgarde des österreichischen I. Korps unter Graf Wratislaw, angeführt von Oberst Schanz, kam in San Siro an und griff sofort die Außenposten der 2. Division des General Bes an. Gegen 16.00 Uhr griffen die Brigaden Strassoldo und Wohlgemuth bei Vigevano und Gambolò an; der Angriff war zunächst wenig erfolgreich: Das savoyische 1. Infanterieregiment Nr. 1 unter Oberst Saillet von Saint Cergues zeichnete sich  bei der Verteidigung aus, die den Österreichern erhebliche Verluste brachte. Die Piemontesen waren hier in zu geringer Zahl und mussten sich auf Sforzesca zurückziehen. Der Ort Sforzesca wurde von den Österreichern angegriffen, die Verteidigung führten das 17. Infanterieregiment (Oberst Filiberto Mollard) und das 23. Infanterieregiment (Oberst Enrico Cialdini). Zwei Schwadronen des königlichen Husaren-Regiments führten trotz der ungeeigneten Beschaffenheit des Bodens zwei sehr heftige Attacken aus, die das Vorgehen der Österreicher stoppen konnten.

## Schlacht bei Mortara
Feldmarschall Radetzky beschloss am 21. März seine Streitkräfte bei Mortara zu konzentrieren und sich dann entweder gegen Vercelli oder Novara zu wenden; hier oder dort wollte er auf die Hauptmacht der Piemontesen treffen.
Die 1. Brigade der sardischen 3. Division traf gegen Mittag mit dem König und Chrzanowski bei Vigevano ein, die 2. Brigade dieser Division nebst dem Herzog von Genua konnte erst abends gegen 17.00 Uhr erwartet werden. General Chrzanowski hatte General Alessandro La Marmora nach Mortara geschickt, um seine Befehle am linken Flügel umzusetzen.
Die Truppen des Generals Durando mit der sardischen 1. Division, die zwischen Garlasco und San Giorgio di Lomellina aufmarschierten, lehnten zwischen den Kloster von Sant'Albino bis zum Friedhof an. Die Frontlinie wurde links durch die Brigade Aosta (General Lovera) gedeckt, die Kavallerie und einige Reserven rechts kommandierte die Brigade Regina (General Trotti). Die Division des Herzogs Viktor Emmanuel von Savoyen kam stattdessen in Castel d'Agogna an und marschierte links hinter den Truppen Durandos auf. Zwischen den beiden Divisionen gab es aufgrund des schwierigen Geländes aber keine Verbindung; die ganzen Kämpfe lasteten alleine auf der Brigade Regina, die nach dem österreichischen Angriff nicht unterstützt werden konnte.

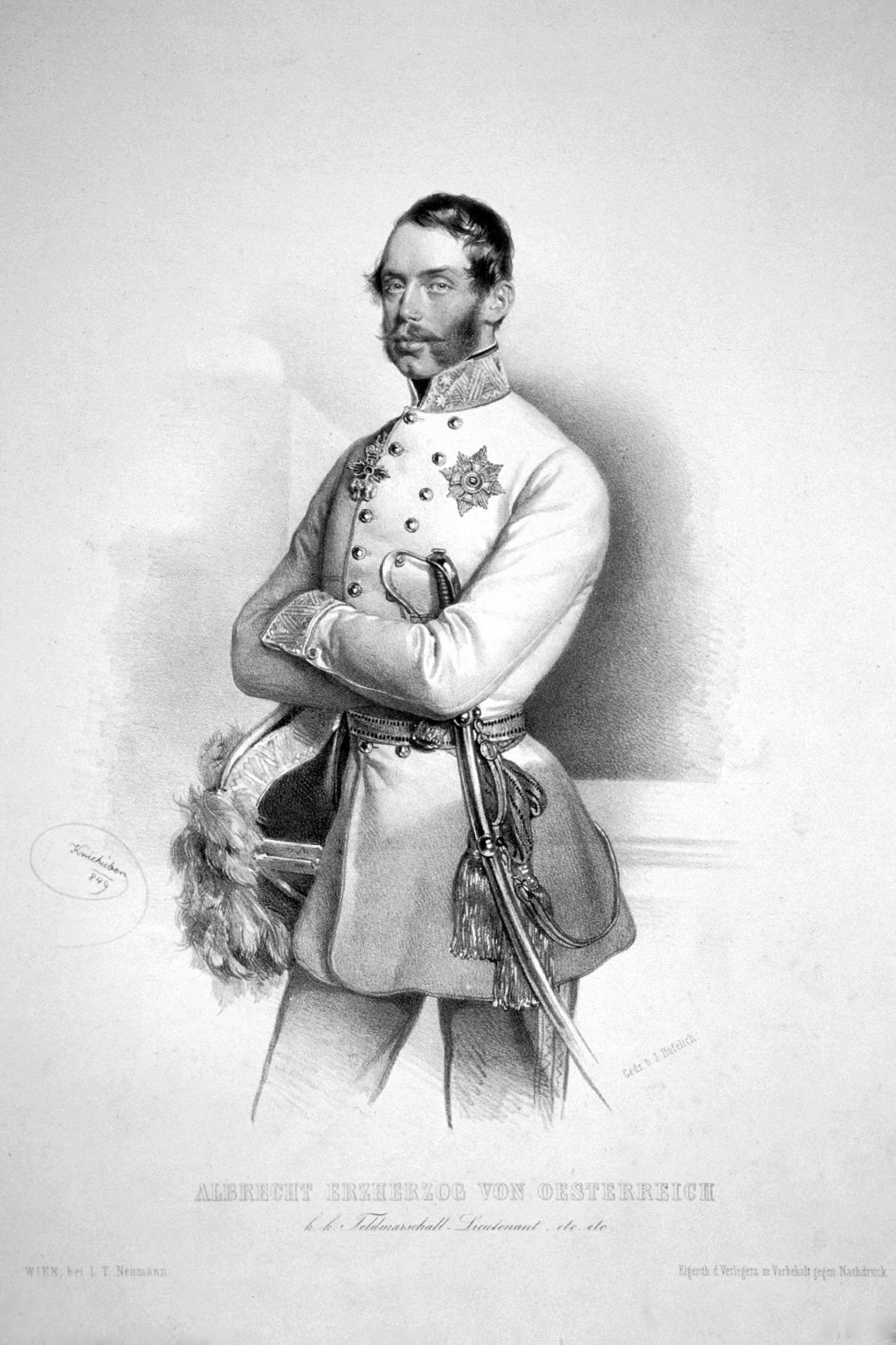
Erzherzog Albrecht

Das II. Korps der Österreicher unter General d'Aspre startete derweil den Angriff um 17:00 Uhr mit der Division des Erzherzogs Albrecht von Österreich-Teschen, die von 24 Kanonen unterstützt wurde. Borgo, San Siro, Gambolo und endlich Mortara wurden schnell erstürmt und die Piemontesen auf allen Punkten zum Rückzuge gezwungen. Die sardischen Truppen, die sich zum größten Teil aus Rekruten von Freiwilligen zusammensetzten, konnten nicht standhalten und gingen unordentlich nach Mortara zurück, von den Österreichern verfolgt, von denen drei Bataillone den Zugang von Garlasco besetzten. Der Versuch von La Marmora, ein zurückbehaltenes Bataillon der Brigade Regina zum Gegenschlag einzusetzen, schlug fehl. Aufgrund der frühen Dunkelheit wurden diese Abteilungen für Feindkräfte gehalten und durch die eigene Brigade Cuneo unter Beschuss genommen. Die sardischen Truppen bei St. Albino unterstützten den Kampf nicht, nachdem sich die Niederlage der Brigade Regina gegenüber den Soldaten der österreichischen Brigade Kolowrat abzeichnete. Vielmehr verließen sie die Positionen beim Kloster und zogen sich mit beiden Bataillonen der Brigade Cuneo nach Mortara zurück.
Beim Sturme auf Mortara zeichnete sich die Division des Erzherzog Albrecht aus, welche die Spitze des österreichischen II. Armeekorps bildete, an dessen Spitze die Brigade des Obersten Benedek mit den Regimentern Gyulai und Paumgartten standen. Durch den Besitz von Mortara und des Straßenknotens zwischen Novara, Vercelli, Casale und Vigevano hatten die Österreicher bereits bedeutende, entscheidende Vorteile errungen. Die Savoyarden wurden flankiert, von weiteren Verstärkungen jenseits des Po und der Sesia über Vercelli schon abgeschnitten und zum Rückzug nach Norden gezwungen. Im Mortara war bereits Benedek mit einem Bataillon des Regiments Gyulai eingetroffen und nahm mit nur 150 Mann die Stadt in Besitz. Beim Anrücken der Bataillone der Brigade Cuneo und Regina, die von La Marmora befehligt wurde, befand sich Benedek noch in numerischer Unterlegenheit, forderte jedoch die Übergabe der Piemontesen, von denen sich auch viele ergaben. 56 Offiziere und 2 000 Mann streckten vor Benedek die Waffen, darunter die Obersten Delfino und Abrate. In Folge des Marsches an der Flanke war der Sieg erreicht. Truppen der Division Savoyen versuchten mit zwei Bataillonen der Brigade Cuneo nach San Giorgio einen Gegenangriff anzusetzen; als die Nacht hereinbrach, war es jedoch nicht mehr möglich, die Situation wieder herzustellen.
Im Laufe des Tages verloren die Piemontesen neben wichtigen Positionen fünfhundert Männer im Kampf und weitere zweitausend waren gefangen genommen worden. Der Kommandant des 17. Infanterieregiments erhielt einen Bajonettstich, während der alte General Bussetti, Kommandeur der Brigade Cuneo durch einen Säbel verwundet wurde. Im Gefecht von Mortara verloren die Österreicher 190 Mann, die Piemontesen 2 550 Mann, davon etwa 500 Tote und Verwundete.

## Folgen
Während der Nacht vollzog der Rest der Brigade Regina den Rückzug nach Novara, wo am Morgen des 22. März die Brigade Aosta, vier Schwadronen des Kavallerie-Regiments Novara und die Reserveartillerie ausreichend Rückhalt boten.
König Karl Albert erhielt am 22. März um 2.00 Uhr früh die Mitteilung der Niederlage bei Mortara. Der Kommissar fand ihn in einem Graben ruhend, in seinen Mantel gehüllt, seinen Kopf auf den Rucksack eines Grenadiers gelegt. Über die schlechten Nachrichten schien er nicht allzu besorgt und auch nicht entmutigt. Er stand sogar auf und drückte den Wunsch aus, das Schicksal der Waffen mit einer entscheidenden Schlacht erneut zu versuchen. Chrzanowski wollte für den nächsten Tag die Streitkräfte in der Nähe von Novara konzentrieren und den Zusammenstoß mit den Österreichern in einer guten Stellung abwarten.
Trotz des Sieges von Mortara konnte Feldmarschall Radetzky die sich daraus ergebende günstige Situation nicht ausnutzen: Statt sofort auf Novara zu gehen, wo sich die piemontesischen Truppen konzentrierten, beschloss er, die Stadt Vercelli anzugreifen, die von ihm als "Hauptlager" der piemontesischen Armee angesehen wurde. Diese Fehleinschätzung gab Chrzanowski die Gelegenheit, am 22. März nur einen Bruchteil der österreichischen Streitkräfte mit dem Vorteil der Zahl abzuschlagen. Die verfolgenden Truppen unter D'Aspre und Erzherzog Albert wurden abgeschlagen und der österreichische Vormarsch vorübergehend gestoppt.
Radetzky erkannte seine Annahme als falsch, konnte seine Streitkräfte umgruppieren und die piemontesischen Streitkräfte am 23. März in der entscheidenden Schlacht bei Novara endgültig besiegen. Radetzky begab sich nach dem entscheidenden Sieg am 24. März nach Vignale, wo die Zusammenkunft mit dem neuen König Viktor Emanuel stattfand; am 26. März wurde der ausgehandelte Waffenstillstand unterzeichnet.